# Pallavolo ai XXI Giochi centramericani e caraibici - Convocazioni al torneo femminile
Elenco delle giocatrici convocate per i XXI Giochi centramericani e caraibici.

## Barbados
| N° | Nome              | Ruolo | Data di nascita   | Squadra    |
| -- | ----------------- | ----- | ----------------- | ---------- |
| -  | Andrew Brathwaite | All   | -                 | -          |
| 2  | Anicia Wood       | C     | 25 luglio 1985    | Donoratico |
| 3  | Janelle Chase     | C     | 20 febbraio 1981  | -          |
| 4  | Danielle Burnham  | -     | 15 agosto 1984    | -          |
| 7  | Melissa Brandford | L     | 1º giugno 1979    | -          |
| 8  | Shari Matthews    | -     | 8 ottobre 1985    | -          |
| 9  | Sharon Bovell     | -     | 9 dicembre 1975   | -          |
| 10 | Julia Lewis       | S     | 24 giugno 1978    | -          |
| 11 | Raquel Raizman    | -     | 17 ottobre 1985   | -          |
| 15 | Tamar Maynard     | P     | 1º giugno 1984    | -          |
| 16 | Tronya Joseph     | -     | 18 settembre 1986 | -          |
| 17 | Avara Brown       | P     | 24 giugno 1982    | -          |
| 18 | Marissa Dowell    | L     | 10 settembre 1990 | -          |

## Costa Rica
| N° | Nome               | Ruolo | Data di nascita   | Squadra       |
| -- | ------------------ | ----- | ----------------- | ------------- |
| -  | Braulio Godínez    | All   | -                 | -             |
| 1  | Dionisia Thompson  | P     | 9 giugno 1978     | Goicoechea    |
| 2  | Catalina Fernández | C     | 12 dicembre 1986  | UNA           |
| 4  | Adriana Chinchilla | S     | 29 marzo 1980     | Goicoechea    |
| 5  | Karen Cope         | S     | 6 novembre 1985   | UNA           |
| 6  | Ángela Willis      | C     | 26 gennaio 1977   | USA           |
| 7  | Mariela Quesada    | S     | 8 luglio 1987     | Santa Bárbara |
| 8  | Susana Chavez      | -     | 24 novembre 1986  | -             |
| 9  | Verania Willis     | S     | 23 settembre 1979 | USA           |
| 10 | Paola Ramírez      | C     | 23 febbraio 1987  | UCR           |
| 14 | Irene Fonseca      | P     | 10 ottobre 1985   | Santa Bárbara |
| 16 | Mijal Hines        | C     | 15 dicembre 1993  | Goicoechea    |
| 17 | Marianela Alfaro   | L     | 28 marzo 1985     | Santa Bárbara |

## Guatemala
| N° | Nome                | Ruolo | Data di nascita  | Squadra |
| -- | ------------------- | ----- | ---------------- | ------- |
| -  | Leivys García       | All   | -                | -       |
| 1  | Ingrid Lopez        | P     | 19 giugno 1987   | -       |
| 2  | Lourdes Parellada   | -     | 22 marzo 1989    | -       |
| 3  | Blanca Recinos      | S     | 8 marzo 1991     | -       |
| 4  | Rut Beatriz Gomes   | C     | 24 aprile 1991   | -       |
| 5  | Julianne Burmester  | S     | 9 marzo 1984     | -       |
| 6  | Jemilyn Flores      | -     | 14 dicembre 1992 | -       |
| 7  | Diana Arias         | C     | 9 maggio 1984    | -       |
| 8  | Walda Maldonado     | L     | 3 marzo 1986     | -       |
| 9  | Andrea Díaz         | -     | 15 ottobre 1989  | -       |
| 10 | Maria Estrada       | C     | 11 agosto 1992   | -       |
| 11 | Tiffany Villafranco | -     | 28 ottobre 1993  | -       |
| 12 | Aneliesse Burmester | C     | 15 marzo 1983    | -       |

## Messico
| N° | Nome              | Ruolo | Data di nascita   | Squadra |
| -- | ----------------- | ----- | ----------------- | ------- |
| -  | José Bernal       | All   | -                 | -       |
| 1  | Karla Sainz       | -     | 22 luglio 1993    | -       |
| 3  | Ana Nieto         | -     | 18 gennaio 1994   | -       |
| 5  | Andrea Rangel     | -     | 19 maggio 1993    | -       |
| 6  | Samantha Bricio   | -     | 22 novembre 1994  | -       |
| 7  | Alejandra Perales | -     | 11 agosto 1992    | -       |
| 8  | Xitali Herrera    | C     | 2 gennaio 1992    | -       |
| 9  | Alicia Castro     | -     | 27 dicembre 1994  | -       |
| 10 | Gabriela Zazueta  | L     | 5 settembre 1994  | -       |
| 11 | Claudia Ríos      | -     | 22 settembre 1992 | -       |
| 12 | Claudia Rodriguez | C     | 10 agosto 1981    | -       |
| 15 | Zaira Orellana    | -     | 3 maggio 1989     | -       |
| 16 | Grecia Rivera     | -     | 8 giugno 1992     | -       |

## Nicaragua
| N° | Nome              | Ruolo | Data di nascita   | Squadra |
| -- | ----------------- | ----- | ----------------- | ------- |
| -  | Rene Quintana     | All   | -                 | -       |
| 1  | Jaqueline Toruño  | -     | 22 aprile 1989    | -       |
| 3  | Maryuri Torres    | -     | 9 dicembre 1993   | -       |
| 4  | Hellen Traña      | S     | 3 maggio 1983     | -       |
| 5  | Josafat Díaz      | -     | 12 novembre 1993  | -       |
| 6  | Lolette Rodríguez | P     | 4 agosto 1989     | -       |
| 7  | Amalia Hernández  | S     | 22 novembre 1988  | -       |
| 8  | Johana Padilla    | -     | 20 agosto 1979    | -       |
| 9  | Claudia Noguera   | P     | 30 giugno 1979    | -       |
| 12 | Bertha Fierro     | -     | 24 ottobre 1984   | -       |
| 13 | Hada Solórzano    | L     | 23 agosto 1993    | -       |
| 14 | Claudia Machado   | -     | 28 ottobre 1991   | -       |
| 15 | María Izquierdo   | S     | 23 settembre 1988 | -       |

## Porto Rico
| N° | Nome                | Ruolo | Data di nascita   | Squadra               |
| -- | ------------------- | ----- | ----------------- | --------------------- |
| -  | Carlos Cardona      | All   | -                 | -                     |
| 1  | Debora Seilhamer    | L     | 10 aprile 1985    | Indias de Mayagüez    |
| 2  | Xaimara Colón       | L     | 11 settembre 1988 | Gigantes de Carolina  |
| 3  | Vilmarie Mojica     | P     | 13 agosto 1985    | Pinkin de Corozal     |
| 4  | Tatiana Encarnación | S     | 28 luglio 1985    | Gigantes de Carolina  |
| 5  | Saraí Álvarez       | S     | 3 aprile 1986     | Indias de Mayagüez    |
| 7  | Stephanie Enright   | S     | 15 dicembre 1990  | Porto Rico            |
| 9  | Áurea Cruz          | S     | 10 gennaio 1982   | Villa Cortese         |
| 11 | Karina Ocasio       | S     | 8 gennaio 1985    | Valencianas de Juncos |
| 14 | Glorimar Ortega     | P     | 21 novembre 1983  | Gigantes de Carolina  |
| 16 | Alexandra Oquendo   | C     | 3 febbraio 1984   | Criollas de Caguas    |
| 17 | Sheila Ocasio       | C     | 17 novembre 1982  | Valencianas de Juncos |
| 18 | Jetzabel Del Valle  | C     | 19 dicembre 1979  | Criollas de Caguas    |

## Rep. Dominicana
| N° | Nome                | Ruolo | Data di nascita   | Squadra              |
| -- | ------------------- | ----- | ----------------- | -------------------- |
| -  | Marcos Kwiek        | All   | -                 | -                    |
| 1  | Annerys Vargas      | C     | 7 agosto 1981     | Minas                |
| 2  | Dahiana Burgos      | S     | 7 aprile 1988     | Pontecagnano Faiano  |
| 3  | Lisvel Eve          | C     | 10 settembre 1991 | GS Caltex Seoul      |
| 5  | Brenda Castillo     | L     | 5 giugno 1992     | San Cristóbal        |
| 7  | Niverka Marte       | P     | 19 ottobre 1990   | Distrito Nacional    |
| 10 | Milagros Cabral     | S     | 17 ottobre 1978   | Korea Expressway     |
| 11 | Jeoselyna Rodríguez | O     | 9 dicembre 1991   | GRER                 |
| 12 | Karla Echenique     | P     | 16 maggio 1986    | Gigantes de Carolina |
| 13 | Cindy Rondón        | C     | 12 novembre 1988  | Distrito Nacional    |
| 14 | Prisilla Rivera     | O     | 29 dicembre 1984  | CAV Murcia           |
| 17 | Gina Mambrú         | S     | 21 gennaio 1986   | GRER                 |
| 19 | Ana Binet           | L     | 9 febbraio 1992   | Espaillat            |

## Trinidad e Tobago
| N° | Nome                 | Ruolo | Data di nascita   | Squadra |
| -- | -------------------- | ----- | ----------------- | ------- |
| -  | Francisco Cruz       | All   | -                 | -       |
| 1  | Andrea Kinsale       | -     | 24 dicembre 1989  | -       |
| 2  | Jalicia Ross         | C     | 26 luglio 1984    | -       |
| 3  | Channon Thompson     | S     | 29 marzo 1994     | -       |
| 4  | Kelly-Anne Billingy  | S     | 15 maggio 1986    | -       |
| 5  | Shurvette Beckle     | -     | 8 novembre 1993   | -       |
| 6  | Sinead Jack          | C     | 8 novembre 1993   | -       |
| 9  | Rheeza Grant         | -     | 10 agosto 1986    | -       |
| 10 | Courtneemae Clifford | L     | 6 luglio 1990     | -       |
| 14 | Delana Mitchell      | S     | 23 settembre 1987 | -       |
| 15 | Abby Blackman        | -     | 27 giugno 1993    | -       |
| 16 | Krystle Esdelle      | S     | 1º agosto 1984    | -       |
| 17 | Abigail Gloud        | S     | 15 luglio 1987    | -       |